# Sioux Falls Skyforce 2019-2020
La stagione 2019-20 dei Sioux Falls Skyforce fu la 14ª nella NBA D-League per la franchigia.
I Sioux Falls Skyforce al momento dell'interruzione della stagione a causa della pandemia da COVID-19, erano secondi nella Midwest Division con un record di 22-20.

## Roster
| N° | Naz.                       | Ruolo | Sportivo              | Anno | Alt. | Peso |
| -- | -------------------------- | ----- | --------------------- | ---- | ---- | ---- |
| 0  | Stati Uniti (bandiera)     | A     | Marcus Lee            | 1994 | 201  | 97   |
| 1  | Stati Uniti (bandiera)     | G     | Jacobi Boykins        | 1995 | 198  | 82   |
| 1  | Stati Uniti (bandiera)     | G     | Jeremiah Martin       | 1996 | 188  | 84   |
| 2  | Stati Uniti (bandiera)     | G     | Jarrett Jack          | 1983 | 191  | 89   |
| 3  | Stati Uniti (bandiera)     | G     | Daryl Macon           | 1995 | 188  | 84   |
| 4  | Stati Uniti (bandiera)     | G     | Jarrett Jack          | 1983 | 191  | 89   |
| 4  | Stati Uniti (bandiera)     | GA    | KZ Okpala             | 1999 | 203  | 98   |
| 5  | Stati Uniti (bandiera)     | G     | Bubu Palo             | 1991 | 185  | 79   |
| 6  | Stati Uniti (bandiera)     | A     | Marcus Lee            | 1994 | 201  | 97   |
| 8  | Stati Uniti (bandiera)     | A     | Trey Mourning         | 1995 | 206  | 100  |
| 10 | Stati Uniti (bandiera)     | G     | Skyler Flatten        | 1995 | 193  | 93   |
| 10 | Stati Uniti (bandiera)     | G     | Jeremiah Martin       | 1996 | 188  | 84   |
| 11 | Canada (bandiera)          | G     | Mychal Mulder         | 1994 | 191  | 84   |
| 12 | Canada (bandiera)          | A     | Kyle Alexander        | 1996 | 208  | 102  |
| 13 | Stati Uniti (bandiera)     | G     | Shane Richards        | 1994 | 196  | 88   |
| 14 | Stati Uniti (bandiera)     | A     | Jordan Swopshire      | 1995 | 201  | 95   |
| 23 | Stati Uniti (bandiera)     | G     | Tim Quarterman        | 1994 | 196  | 86   |
| 23 | Stati Uniti (bandiera)     | G     | Shane Richards        | 1994 | 196  | 88   |
| 23 | Stati Uniti (bandiera)     | G     | Marquill Smith        | 1996 | 191  | 82   |
| 30 | Gabon (bandiera)           | A     | Chris Silva           | 1996 | 203  | 104  |
| 32 | Stati Uniti (bandiera)     | G     | Davon Reed            | 1995 | 196  | 95   |
| 35 | Stati Uniti (bandiera)     | G     | Skyler Flatten        | 1995 | 193  | 93   |
| 35 | Nigeria (bandiera)         | G     | Gabe Vincent          | 1996 | 191  | 91   |
| 50 | Regno Unito (bandiera)     | C     | Kavell Bigby-Williams | 1995 | 211  | 113  |
| 50 | Rep. Dominicana (bandiera) | AC    | Ángel Delgado         | 1994 | 208  | 109  |

## Staff tecnico
- Allenatore: Eric Glass
- Vice-allenatori: Kasib Powell, Brain Lankton
- Preparatore atletico: Ian Lackey